# Betta splendens
Il pesce combattente o pesce siamese combattente (Betta splendens Regan, 1910) è un pesce d'acqua dolce appartenente alla famiglia Osphronemidae.

## Distribuzione e habitat
Questa specie è diffusa nel Sud-est asiatico, nel territorio del bacino idrografico del fiume Mekong (Thailandia, Cambogia e Laos). Sono segnalate introduzioni accidentali negli ultimi decenni del XX secolo in Sudamerica (Brasile, Colombia, Repubblica Dominicana), Indonesia e Singapore

Abita acque stagnanti, risaie, canali, specchi lacustri e aree fluviali con deboli correnti, sopportando acque poco ossigenate.

Come tutte le specie della famiglia Osphronemidae è in grado di respirare ossigeno direttamente dall'aria, attraverso un organo chiamato labirinto.

## Descrizione
B. splendens presenta un corpo robusto ed affusolato, il maschio è più compresso ai lati mentre la femmina è più tozza; la bocca si situa in posizione superiore, tipica dei pesci che occupano la parte superficiale della colonna d'acqua. Possiede tre pinne impari (dorsale, caudale ed anale) e due pari (due ventrali e due pettorali). Il dimorfismo sessuale si manifesta soprattutto tramite il pinnaggio, più sviluppato nel maschio rispetto alla femmina, anche nella versione a pinne corte (Plakat). Essendo talvolta il Plakat molto simile alla femmina proprio per la questione "pinne corte" diventa spesso difficile distinguerli: la presenza di un piccolo puntino bianco leggermente prominente dietro l'attaccatura delle pinne ventrali, l'ovopositore, è segno che si tratta di una femmina, così come il ventre più pronunciato rispetto alla linearità del dorso. Nel maschio si nota invece una certa gibbosità più o meno sviluppata, mentre il ventre appare maggiormente piatto. Nonostante il Plakat sia a pinne corte è comunque possibile notare alcune piccole differenze, partendo dalle ventrali: esse sono più lunghe nel maschio rispetto alla femmina, ma è la pinna anale ad essere determinante. Mentre infatti nella femmina è di forma rettangolare, nel maschio assume una forma trapezoidale: essa si estende anche in lunghezza in senso cranio-caudale, con andamento obliquo. La livrea originaria mostra nell'esemplare maschio testa nera, corpo verde blu metallico e pinne rosse con riflessi blu-verdi metallizzati, mentre la femmina ha un colore di fondo bruno sabbia, riflessi metallici e due fasce orizzontali bruno rossastre più o meno visibili. Tuttavia la varietà originaria è più rara in commercio, mentre diffusissime sono le varietà colorate con lunghe pinne a velo. 
Le dimensioni variano dai 5 cm (per le femmine) fino a 6–8 cm per i maschi, secondo l'estensione delle pinne.

## Biologia

### Etologia

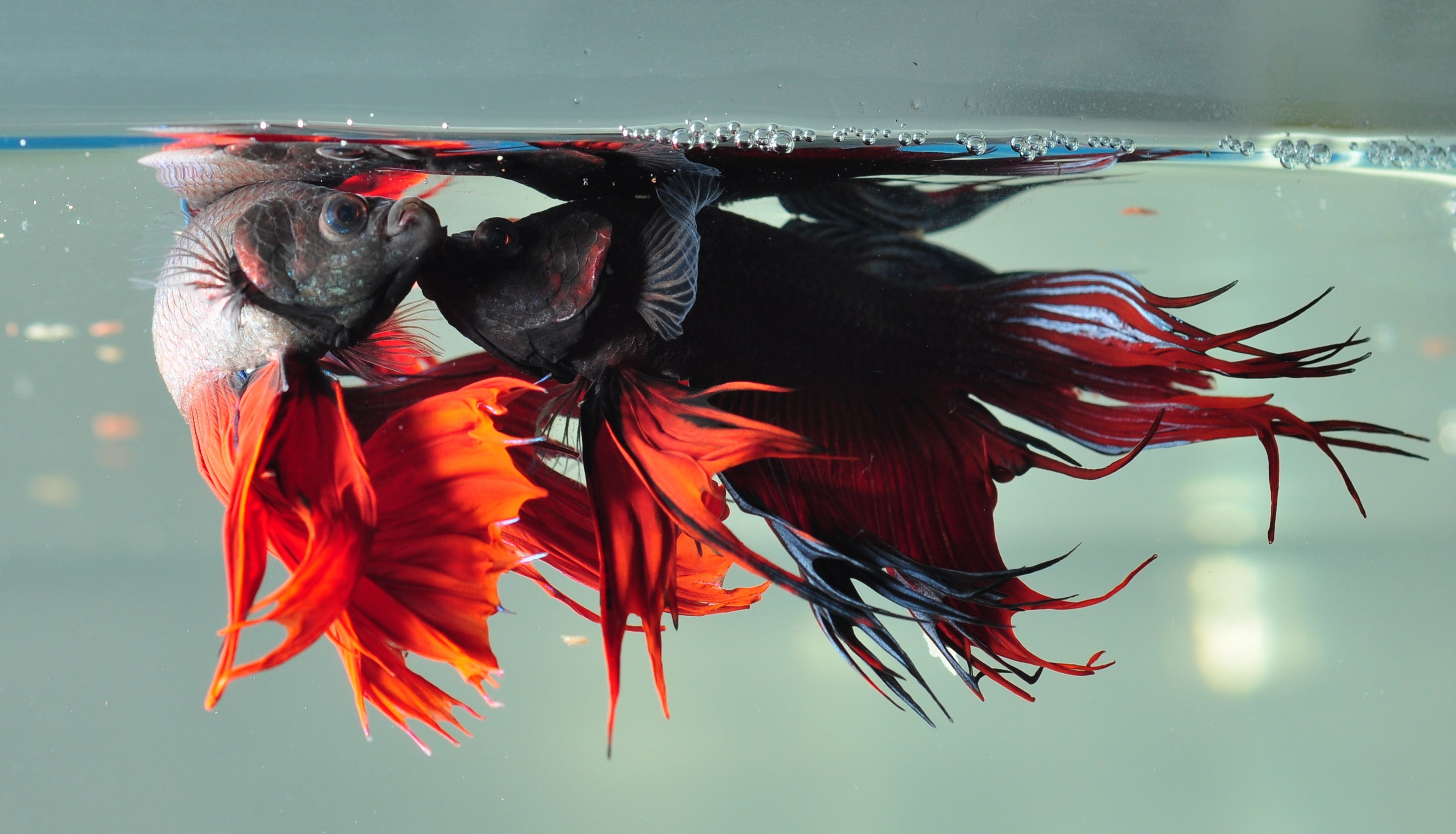
Combattimento tra maschi

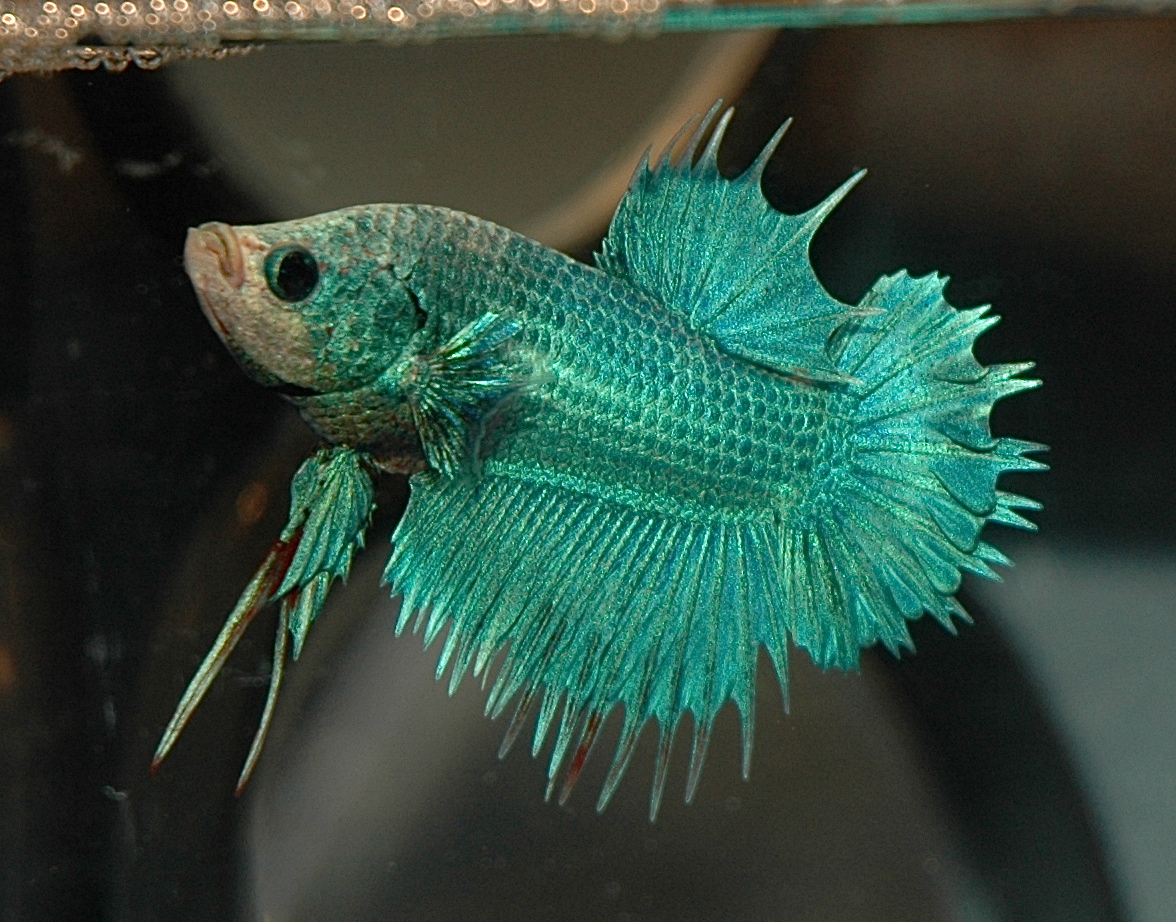
Un maschio in atteggiamento di minaccia

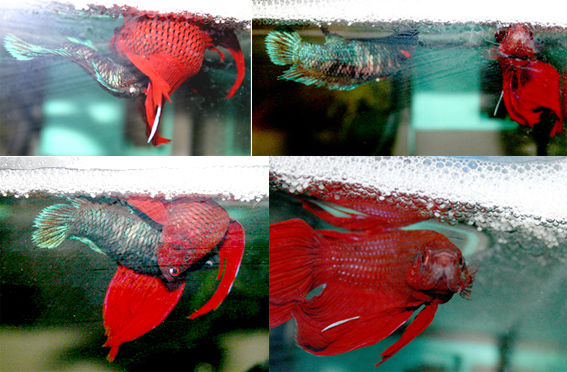
Accoppiamento

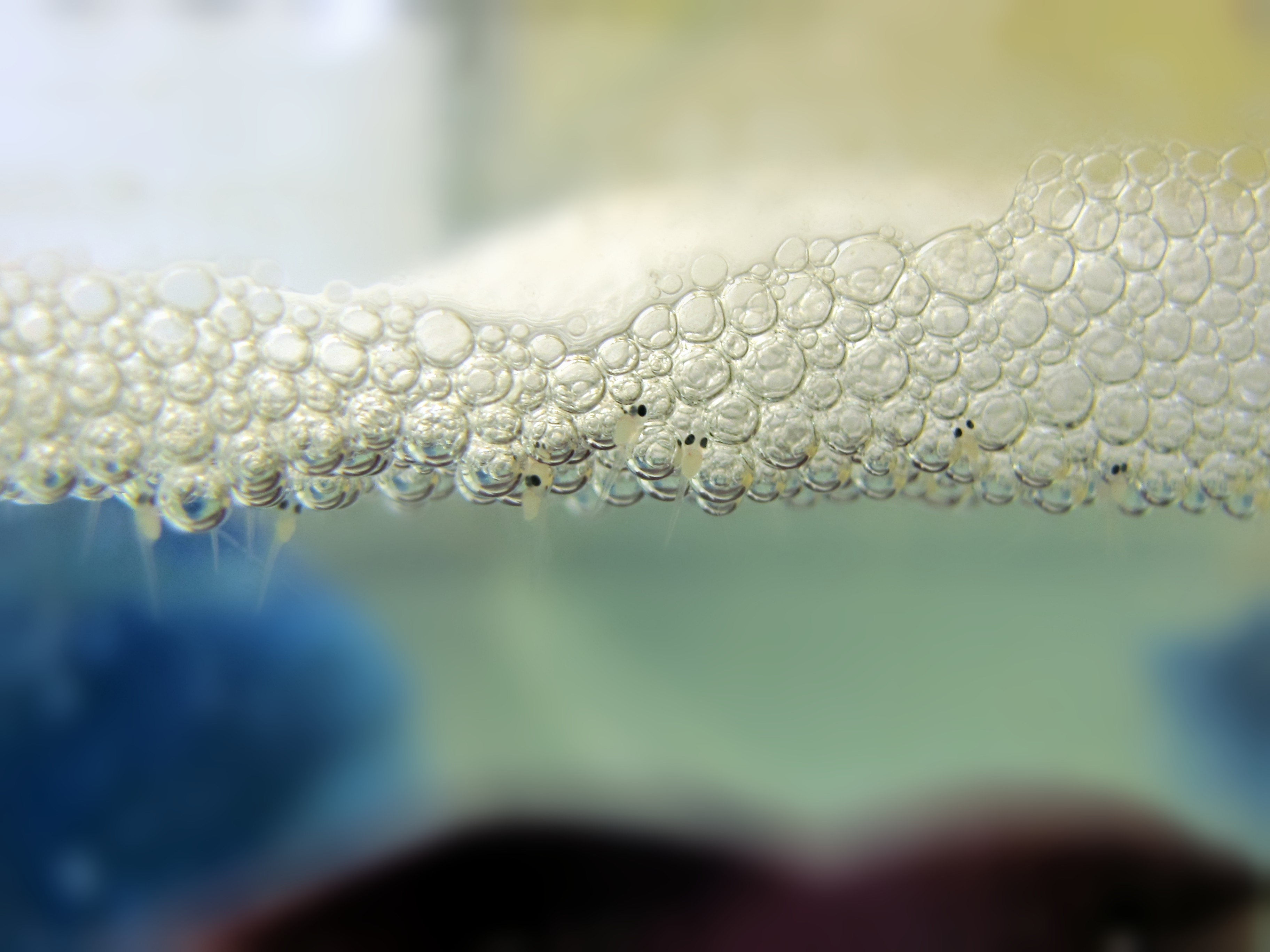
Nido di bolle con larve appena schiuse

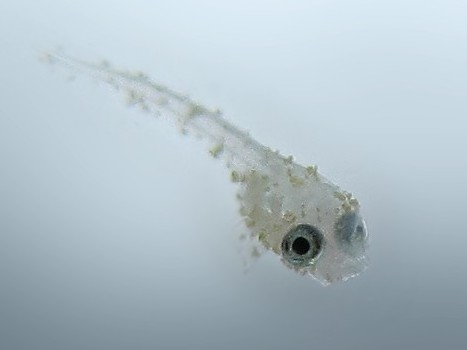
Un avannotto poco dopo la schiusa

Il loro nome comune e la loro fama pressoché mondiale sono determinati dall'indole decisamente territoriale degli esemplari maschili, che si mostra soprattutto nei confronti di altri maschi. In origine il Betta splendens veniva chiamato "pla kat" che letteralmente tradotto significa "pesce che morde"; questo termine viene usato ancora oggi per indicare gli esemplari a pinne corte. L'aggressività intraspecifica è stata sfruttata dai thailandesi, che gestiscono numerosi giri di scommesse sulle battaglie tra pesci combattenti; durante queste battaglie, dato lo spazio ridotto, i due esemplari sono effettivamente costretti a combattere l'uno contro l'altro a suon di morsi e testate fino al momento in cui uno dei due si arrende stremato. Spesso, il pesce che perde muore dopo poco tempo e anche il vincitore tende a deperire facilmente. Questi combattimenti non vengono fatti solo per svago, ma anche per determinare gli esemplari che mostrano maggiore forza ed aggressività in modo che, con la successiva riproduzione, la prole erediti i caratteri "vincenti" del padre. Nonostante la pratica sia illegale, questa viene ugualmente svolta in serenità in qualsiasi mercato thailandese. Tuttavia in natura difficilmente i due maschi si spingono ad uno scontro diretto che porti al grave ferimento o alla morte di uno dei due contendenti; questi si limitano a mostrarsi in atteggiamento minaccioso, con tutte le pinne ben tese e gli opercoli branchiali spiegati per mostrare l'ampio sottogola vivacemente colorato, e ad affiancarsi, come se valutassero l'effettiva imponenza dell'avversario. Dopo alcuni momenti di stasi uno dei due cerca di mordere l'altro, che scappa di qualche centimetro per poi rispondere. La schermaglia non dura molto, poiché l'esemplare che si rende conto essere meno forte lascia il territorio avversario.

L'atteggiamento minaccioso è rivolto a ogni pesce che entra nel territorio del maschio: si consiglia infatti in ambito acquariofilo di inserire questo pesce per ultimo, perché se lasciato in un primo momento da solo tenderà a appropriarsi di tutto ciò che c'è nell'acquario, scacciando con rabbia chiunque vaghi nel suo territorio. L'atteggiamento aggressivo si riscontra anche nella sfera riproduttiva; non è raro che anche le femmine mostrino un'indole più o meno bellicosa.

### Riproduzione
La caratteristica aggressività dei Betta splendens si riscontra anche nell'ambito della riproduzione.
In natura accade spesso che la riproduzione giunga nella stagione delle piogge, quando l'ingrossarsi dei corsi d'acqua porta nuova fauna, femmine comprese: sarà qui che il maschio comincerà a costruire il nido di bolle, caratteristico degli Anabantidi. Si tratta di bolle di saliva che il pesce impasta e rilascia l'una accanto all'altra fino a costruire un corpo compatto e schiumoso a cui ancorerà le uova. Questo procedimento si riscontra anche in cattività, a volte in vasche di comunità ed allestite, ma talvolta bisogna ricreare le condizioni ideali perché ciò accada. Supponendo che ci siano due esemplari già pronti per la riproduzione, con la temperatura dell'acqua leggermente più alta (circa 29°), il maschio comincerà a costruire il nido non appena vede la femmina; il nido normalmente viene ancorato a delle piante galleggianti. Il maschio comincerà a fare avanti e indietro tra il nido e la femmina, passandole accanto in parata ed esibendo al meglio le sue pinne ed i suoi colori per corteggiarla ed attirarla sotto al nido. Capiterà all'inizio che la femmina sia riluttante ed il maschio la morda per "spronarla", talvolta strappandole le pinne; non è raro che nel tentativo di convincerla la uccida, è pertanto importante qualora si tentasse un accoppiamento fornire una serie di nascondigli in cui la femmina possa essere protetta dall'aggressività del maschio. Raramente, seppur possibile, si può verificare la situazione contraria. Quando la femmina deciderà di concedersi portandosi sotto il nido insieme al maschio cominceranno i veri e propri rituali di corteggiamento con movimenti più sinuosi e meno aggressivi: al momento dell'abbraccio il maschio avvolgerà la femmina girandola in posizione supina, dopodiché si lasceranno cadere come in trance. I primi abbracci saranno impacciati e privi di uova ma, dopo un certo numero di tentativi, queste cominceranno ad essere rilasciate dalla femmina tramite l'ovopositore: lì il maschio emetterà sperma per fecondarle, e una volta cadute le recupererà tutte con la bocca, setacciando ogni angolo, per poi portarsi sotto il nido a depositarle. Dopo i vari abbracci, una volta che la femmina avrà esaurito le uova, il maschio la scaccerà brutalmente dal nido poiché è diventata una potenziale minaccia per le uova: ora è opportuno togliere la femmina. Il maschio si prenderà cura del nido incessantemente, giorno e notte. Si occuperà di sistemare le uova mangiando quelle ammuffite o non fecondate e mettendolo a posto in continuazione, aggiungendo nuove bolle o spostandolo da un punto all'altro della vasca. Se la temperatura è sempre intorno ai 29° in circa 24 ore ci sarà la schiusa delle uova, con i piccoli avannotti appesi al nido in posizione verticale (fase del nuoto verticale): anche in questa fase il padre si occuperà di loro, recuperando con la bocca quelli che cadono dal nido perché incapaci di nuotare per poi risputarli nelle bolle. Dopo qualche giorno, solitamente dai due ai quattro, i piccoli passeranno al nuoto orizzontale: ora sono autonomi perché hanno riassorbito tutto il sacco vitellino ed hanno imparato a nuotare, pertanto il padre smette di prendersi cura di loro, dal momento che non li considera più suoi figli ed anzi, comincia a predarli. È il momento di togliere anche il padre. Per i primi 4-5 giorni i piccoli andranno nutriti con anguillole dell'aceto per poi passare ai naupli di artemia salina appena schiusi fino alle sei settimane di vita.

## Acquariofilia
Il pesce combattente si può trovare in qualsiasi parte del mondo e il suo allevamento non è particolarmente difficile; gli unici accorgimenti sono la sconsigliata convivenza con altre specie aggressive e territoriali, allevare un solo maschio per vasca (sono consentite più femmine) e mantenere una temperatura dell'acqua sui 25-27 °C (28-30° per la riproduzione). Gli avannotti, come precedentemente accennato, vanno nutriti con naupli di Artemia salina opportunamente allevati a parte per alcune settimane.

Una pratica molto diffusa, fortunatamente in diminuzione, è il commercio dei maschi in piccolissime vaschette (a volte meno di 1 litro) o, peggio, in vasi di vetro dove è messa a dimora una pianta con radici in acqua. In entrambi i casi questi allevamenti errati e dannosi per la salute dei B.Splendens sono dovuti all'errata deduzione che potendo respirare aria, possano sopravvivere in acque anossiche o con radici che possono emettere addirittura sostanze velenose: ne consegue un veloce deperimento e una morte sicura. Fortunatamente negli ultimi anni si sta diffondendo una nuova cultura acquariofila definita "acquariofilia consapevole" che ha permesso di eliminare tali comportamenti da parte di commercianti e allevatori sprovveduti. Si consigliano per un corretto allevamento acquari di circa 30-40l netti per un solo esemplare maschio, Il Betta splendens è un pesce che non ama vivere in gruppi conspecifici, se ne sconsiglia la convivenza con altri Betta splendens sia maschi che femmine. Questa è evitata in natura ogni qualvolta possibile, a tal fine hanno sviluppato una forte propensione al salto, caratteristica che gli permette tra le altre cose di allontanarsi da quelle pozze naturali dove dovessero ritrovarsi in compagnia di loro simili. La convivenza con le femmine è limitata in natura al periodo dell'accoppiamento ed è anche in tal caso risulta molto irruenta e a volte violenta. Benché in acquario sia possibile che si instaurino rapporti di convivenza, tuttavia questi sono sconsigliabili sia eticamente che etologicamente. È sconsigliata inoltre la convivenza con Caracidi (in particolare Neon e Cardinali), Ciclidi ed altri Ananbantidi come Trichogaster a causa della loro territorialità e l'abitudine da parte dei Caracidi di mordere le pinne dei Betta Splendens. Da evitare anche l'accoppiata con i Guppy, predati molto spesso da questo pesce a causa della vistosità delle pinne. Nonostante sia convinzione che il Betta stia bene anche in acqua dura e basica, non è consigliato usare solo acqua di rubinetto; questa andrà trattata con acqua di osmosi ed acidificanti naturali al fine di ottenere ph e durezze compatibili (ph= 7; gh=8; kh=6).
Fondamentale sarà fornire un acquario molto piantumato, soprattutto di piante galleggianti, necessarie sia per la riproduzione che come nascondiglio e riparo dalla luce; è importante inoltre provvedere a munire la vasca di coperchio a causa dell'abitudine di questo pesce di "saltare" fuori dall'acquario e per mantenere umida e calda l'aria sovrastante l'acqua in modo che il labirinto non si infiammi ed il pesce non si ammali.

### Varietà
Allevamento e selezione praticamente secolare ha prodotto innumerevoli variazioni di colori e forme nelle varietà d'allevamento , tanto da arrivare a riconoscere standard qualitativi regolati da associazioni internazionali. L'allevamento di queste varietà è piuttosto semplice, essendo i B. splendens pesci di facile allevamento e specie prolifica. Le conoscenze genetiche per ottenere determinate varietà sono disponibili e facilmente recuperabili in internet. La classificazione avviene per caratteristiche come colore e forma delle pinne, con numerosi nomi e sigle per ogni varietà. Nello schema sottostante sono riassunte le varietà, divise per distribuzione dei colori.
| Nome                   | Descrizione | Immagine |
| ---------------------- | --- | -------- |
| Solid (monocolore)     | Il pesce ha corpo e pinne di un unico colore, indipendentemente dalla forma delle pinne. Nella foto, Solid red veiltail                                                                          |          |
| Bi-coloured (bicolori) | L'esemplare ha corpo di un colore e pinne di un altro. Nella foto, femmina CT Bi-coloured white body red finn                                                                                    |          |
| Cambodian              | Particolare varietà di bi-coloured, l'esemplare cambodian ha corpo rosato o rosso e pinne di un altro colore, solitamente rosse (ma anche blu, viola, ecc). Nella foto, femmina CT Cambodian Red |          |
| Butterfly (BF)         | L'esemplare ha corpo di un colore e pinne di un altro. Nella foto, maschio HM Butterfly |          |
| Multicoloured          | L'esemplare ha 3 o più colori su pinne e corpo. Nella foto, maschio VT multicoloured |          |
| Marbled                | L'esemplare due o più colori con chiazze dai bordi irregolari sul corpo. Nella foto, maschio CTPK multicoloured                                                                                  |          |

E in questo schema le varietà per forma delle pinne:
| Nome            | Descrizione | Immagine |
| --------------- | --- | -------- |
| Plakat (PK)     | Il pesce presenta pinne della forma originarie, corte e arrotondate. Nella foto, Maschio PK Solid red                                                                                    |          |
| Veiltail (VT)   | Il pesce presenta pinne lunghe, con coda allungata formante un velo morbido. Nella foto, Maschio VT multicoloured                                                                        |          |
| Doubletail (DT) | Il pesce presenta una coda fortemente lobata. Nella foto, Maschio DT multicoloured |          |
| Deltatail       | Il pesce presenta una coda a delta, con i due margini laterali obliqui. |          |
| Halfmoon (HM)   | Il pesce presenta una coda ampia, di 180°. Nella foto, maschio HM orange |          |
| Rosetail (RT)   | Il pesce presenta pinne che ai bordi hanno una grande ramificazione di raggi, facendole risultare vaporose e arricciate, come appunto i petali di una rosa. Nella foto, maschio RT white |          |
| Crowntail (CT)  | Il pesce presenta pinne con raggi molto allungati, che danno al pesce un aspetto "spinoso" ed aggressivo. Nella foto, maschio CTBF                                                       |          |